# Сельское поселение «Деревня Ерденево»
Сельское поселение «Деревня Ерденево» — муниципальное образование в составе Малоярославецкого района Калужской области России.
Центр — деревня Ерденево.

## Население
| 2010 | 2012 | 2013 | 2014  | 2015 | 2016 | 2017 |
| ---- | ---- | ---- | ----- | ---- | ---- | ---- |
| 608  | ↘573 | ↘562 | ↘551  | ↘550 | ↘548 | ↗555 |
| 2018 | 2019 | 2020 | 2021  |      |      |      |
| ↗574 | ↗593 | ↗670 | ↗1105 |      |      |      |

## Состав
В поселение входят 9 населённых мест:
- деревня Ерденево
- станция Ерденево
- деревня Ивановское
- село Козлово
- деревня Спас-Суходрев
- деревня Староселье
- деревня Хрустали
- деревня Ожогино
- деревня Веткино